# Strmec pri Polenšaku
Strmec pri Polenšaku – wieś w Słowenii, w gminie Dornava. W 2018 roku liczyła 65 mieszkańców.